# Slag bij Lircay
De Slag bij Lircay was de beslissende veldslag tijdens de Chileense Burgeroorlog en vond op 17 april 1830 plaats.
De slag vond plaats aan de oever van de rivier de Lircay in de omgeving van Talca. De Pipiolos, de liberale federalisten, die onder bevel stonden van generaal Ramón Freire (1787-1851), oud-president van Chili leden een enorme nederlaag tegen de Pelucones, de conservatieve centralisten, die werden aangevoerd door generaal José Joaquín Prieto (1786-1854). Generaal Freire werd na zijn nederlaag verbannen naar Peru.
De overwinning van de Pelucones luidde een periode van dertig jaar conservatief bestuur over Chili in.

## Galerij

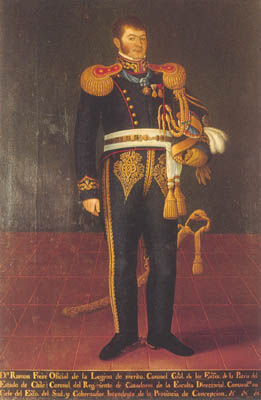
Generaal Ramón Freire (Pipiolos)
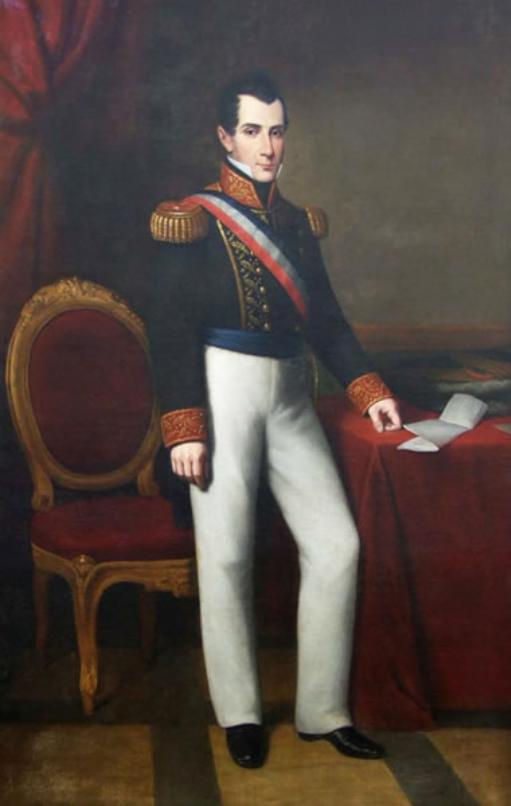
Generaal José Joaquín Prieto (Pelucones)